# Dipoenata morosa
Dipoenata morosa là một loài nhện trong họ Theridiidae.
Loài này thuộc chi Dipoenata. Dipoenata morosa được Elizabeth Bangs Bryant miêu tả năm 1948.